# レナト・カルドソ・ポルト・ネト
レナト・カルドソ・ポルト・ネト（Renato Cardoso Porto Neto 、1991年9月27日 - ）は、ブラジル・バイーア州カマカン出身のプロサッカー選手。ポジションは、ミッドフィールダー。

## 経歴
地元クラブでプレーを始め、16歳の時にポルトガルに渡りスポルティングCPと契約した。
2009年5月のプリメイラリーガ・CDナシオナル戦で後半アディショナルタイムから途中出場しトップチームデビュー。
トップチーム昇格後、すぐにサークル・ブルッヘにレンタル移籍。
2011年12月、スポルティングのミッドフィールダーが相次いで負傷離脱したため、ドミンゴス・パシエンシア監督がネトを呼び戻した。2012年夏、ハンガリーのヴィデオトンFCにレンタル移籍。翌シーズンはベルギーのKAAヘントにレンタル移籍。
2014–15シーズンからヘントに完全移籍で加入。リーグ優勝のかかった2015年5月のスタンダール・リエージュ戦ではチーム2点目となるPKを決め、チーム初の戴冠に大きく貢献した。

## タイトル

### クラブ
ヘント
- ジュピラー・プロ・リーグ: 2014–15
- ベルギー・スーパーカップ: 2015